# Alain Journet
Alain Journet (* 25. Juni 1941 in Le Vigan) ist ein ehemaliger französischer Politiker. Er war von 1981 bis 1993 Mitglied der Nationalversammlung und von 1998 bis 2008 Mitglied des Senats.
Journet war beruflich Mathematiker und Vermessungsingenieur, bis er 1973 in den Generalrat des Départements Gard einzog. 1977 wurde er zum Bürgermeister seiner Heimatstadt Le Vigan, was er bis 2001 blieb. 1981 wurde er in die Nationalversammlung gewählt, wo er sich der PS-Fraktion anschloss. Er wurde 1986 und 1988 wiedergewählt. 1994 wurde er zum Präsidenten des Generalrats. Dieses Amt hatte er bis 2001 inne. 1998 wurde er in den Senat gewählt, stellte sich 2008 aber nicht zur Wiederwahl.